# Boldre
Boldre – wieś i civil parish w Anglii, w hrabstwie Hampshire, w dystrykcie New Forest. Leży 34 km na południe od miasta Winchester i 129 km na południowy zachód od Londynu. W 2011 roku civil parish liczyła 2003 mieszkańców. Boldre jest wspomniana w Domesday Book (1086) jako Bovre.